# PzKpfw II Ausf G
Het Duitse pantservoertuig PzKpfw II Ausf G of Panzerkampfwagen II uitvoering G, ook bekend als de VK901, was een lichte verkenningstank die werd gebruikt door het leger van nazi-Duitsland tijdens de Tweede Wereldoorlog.

## Achtergrond
De VK901 was een uitvoering binnen de Panzerkampfwagen II-reeks met als hoofddoel om de snelheid van de Panzer II-tank op te drijven. Op 18 juni 1938 werd aan MAN gevraagd om het chassis te ontwerpen en aan Daimler-Benz om de bovenstructuur en koepel te ontwikkelen. Een prototype van het chassis werd einde 1939 afgewerkt maar wegens de vele aanpassingen, waardoor versies G1, G3 en G4 ontstonden, werd de productie van de initiële bestelling van vijfenzeventig stuks uit de pre-productiereeks met vertraging aangevat in oktober 1940. Uiteindelijk werden er slechts twaalf stuks geproduceerd. De VK 901 (Ausf G) was gebaseerd op Ausf D en werd ontwikkeld om Ausf F te vervangen. Ausf G werd echter op zijn beurt vervangen door de verbeterde VK 903 (Ausf H). In januari 1942 werden twee VK901 (Ausf G) geconverteerd met een 50mm Pak 38 L/60 kannon en getest aan het oostfront.
De VK901 had een volledig nieuwe ophanging met aan elke rups, vijf overlappende wielen. Zoals bij de vorige Panzer II-modellen (Ausf D en Ausf E, Ausf F) had de voorzijde van de bovenstructuur een vierkante vorm, maar nu zonder luiken voor de bestuurder or radio-operator. Deze moesten in de tank plaatsnemen via de bovenluiken. De geschutskoepel had geen kijkgaten en het zicht van de tankcommandant werd gegeven door de periscopen die boven op de koepel waren gemonteerd.

## Dienstjaren
Er is geen bewijs gevonden dat de VK901 ingezet werd aan een actief front. Er werden een aantal VK901 geschutskoepels ingezet in versterkte opstellingen.